# 王显 (宋朝)
王显（？—？），字德明，开封人，宋朝政治人物。
早年是殿前司小吏，太宗還未即位時，给事左右，性谨介，不狎同辈。太平兴国初年，补殿直，稍迁供奉官。太平兴国八年，曹彬罷樞密使次日，王显出任枢密副使，六月再迁枢密使，“不数年正枢任，奖擢之速，时无拟之者。”宋太宗告诫他道：“卿代非儒门，少罹兵乱，必寡学问，今在朕左右典掌万机，固无暇博览群书”。淳化二年罢，不久又召拜枢密使。咸平三年庚子二月癸亥，再罢枢密使。真宗朝再任枢密使，出京为河北前线的统军大帅。 

## 延伸阅读
[在维基数据编辑]
 《宋史·卷268》，出自脱脱《宋史》